# 168. pěší divize (Wehrmacht)
168. pěší divize (německy: 168. Infanterie-Division) byla divize německé armády (Wehrmacht) za druhé světové války.

## Historie
168. pěší divize byla založena 1. prosince 1939 ve Zhořelci v rámci sedmé sestavovací vlny německé armády. V lednu 1940 divize obdržela náhradní prapory 8, 18 a 45, a tak měla své rezervní síly. Do května 1940 sloužila divize jako rezerva OKH na jejím domácím stanovišti ve Zhořelci a do té doby zde v byl pohotovosti pouze 411. pěší pluk. Po západním tažení v létě 1940 bylo ukořistěno dostatečné vojenského vybavení, aby divize mohla být vybavena dostatkem děl, vozidel a lehkých zbraní z Francie a Nizozemska.
Na východní frontě byla divize podřízena 6. a 8. armádě, 1. a 4. tankové armádě a Skupině armád Jih a bojovala u Kyjeva, Bělgorodu, Charkova, Voroněže, v donském oblouku, u Vinnycji a v Karpatech.
V listopadu 1943 byla divize po těžkých ztrátách spojena s 223. pěší divizí pod názvem „Division neuer Art 44“. Toto uskupení bylo u baranowského předmostí na Visle téměř úplně zničeno.
Divize byla poté ve Slezsku znovu postavena. U Kladska kapitulovaly její poslední části a ocitly se tak v sovětských zajateckých táborech.

## Velitelé
| Datum            | Hodnost        | Jméno                     |
| ---------------- | -------------- | ------------------------- |
| 11. leden 1940   | generálporučík | Hans Mundt                |
| 8. červenec 1941 | generálporučík | Dietrich Kraiss           |
| 9. březen 1943   | generálporučík | Walter Chales de Beaulieu |
| 1. prosinec 1943 | generálporučík | Werner Schmidt-Hammer     |
| 8. září 1944     | generálmajor   | Carl Anders               |
| 9. prosinec 1944 | generálporučík | Werner Schmidt-Hammer     |
| 6. leden 1945    | generálmajor   | Maximilian Roßkopf        |
| duben 1945       | generálporučík | Werner Schmidt-Hammer     |